# Primitivisme

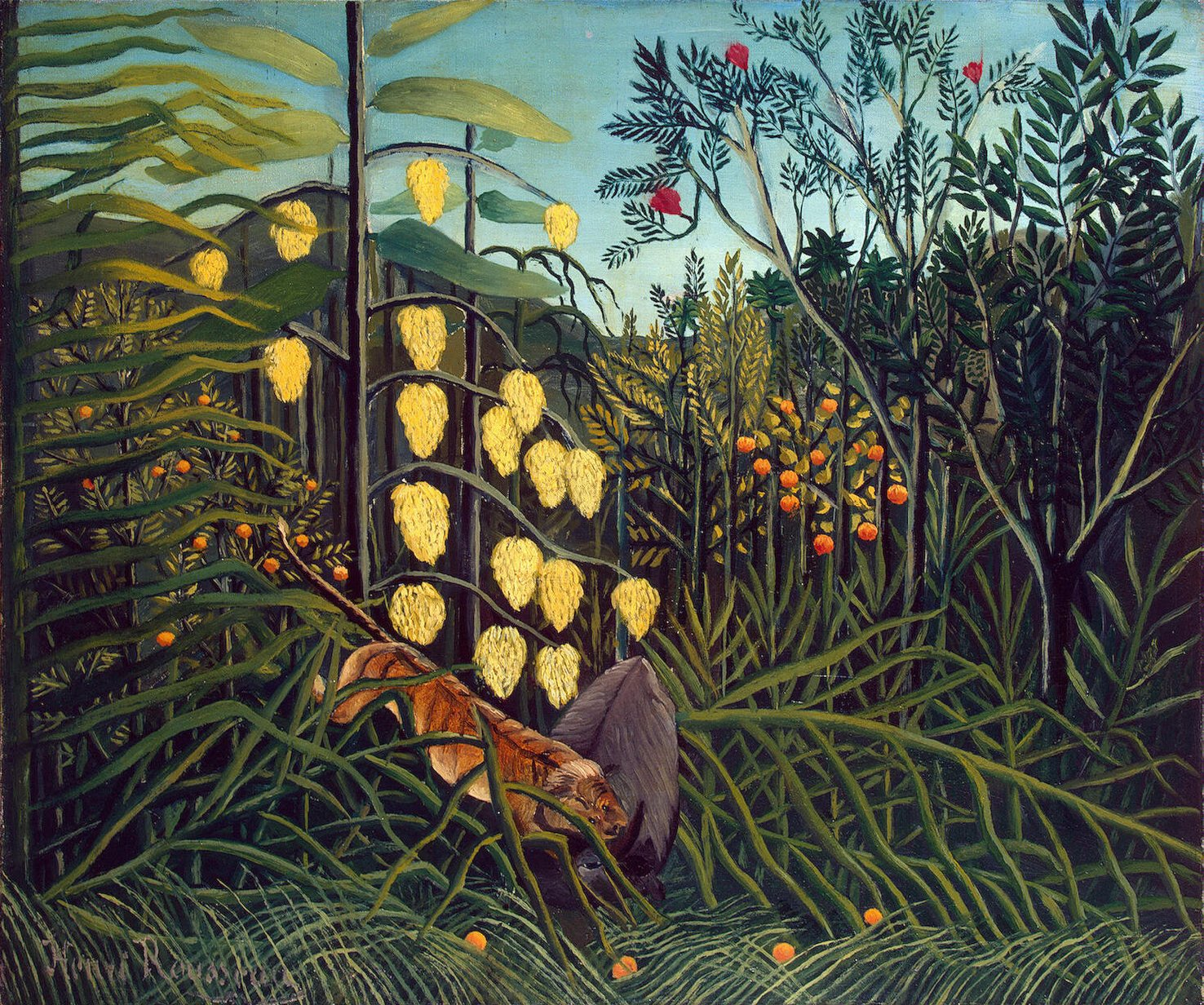
Henri Rousseau, En un Combat d'un Bosc Tropical entre un Tigre i un Buffalo, 1908-1909, Museu de l'Ermitage, Sant Petersburg

El primitivisme és un moviment artístic occidental que manlleva formes visuals de pobles no occiedentals o prehistòrics, tals com les inclusions de motius tahitians de Paul Gauguin en pintures i ceràmiques. Aquests manlleus de l'art primitiu han estat importants en el desenvolupament de l'art modern.
El terme "primitivisme" és sovint aplicat a altres pintors professionals que treballen en l'estil naïf o l'art folk com ara Henri Rousseau, Mikhail Larionov, Paul Klee i altres.

## Filosofia
Si i fins a quin punt hauríem de simplificar les nostres vides i tornar "enrere a allò bàsic" és un debat que ha estat vigent des de la invenció de l'escriptura. En l'antiguitat la superioritat de la vida senzilla va ser expressada en el mite de l'Edat d'or, descrita en el gènere de la poesia europea i l'art visual conegut com el pastorakl. El debat sobre els mèrits i desmèrits d'una vida senzilla, en contraposició a una vida complexa, va fer-se més urgent amb el descobriment per part d'Europa de pobles, fins llavors desconegurs, durant l'exploració de les Amèriques i les illes del Pacífic per Colom i altres.
Durant la Il·lustració, arguments sobre la suposada superioritat dels pobles indígenes van ser usats principalment com una eina retòrica per criticar aspectes de la societat europea. En el camp de l'estètica, tanmateix, l'excèntric filòsof, historiador i jurista italià, Giambattista Vico (1688–1744) va ser el primer a argumentar que l'home primitiu era més proper a les fonts de la poesia i la inspiració artística que l'home "civilitzat" o modern. Vico escrivia en el context del famós debat contemporani, conegut com la Polèmica dels Antics i els Moderns, sobre el qual eren millors la poesia clàssica d'Homer i la literatura vernacular de la Bíblia.
En el segle xviii, l'erudit alemany Friedrich August Wolf va identificar el caràcter distintiu de la literatura oral i va considerar Homer i la Bíblia com a exemples de la tradició oral o folklòrica (Prolegomena a Homer, 1795). Les idees de Vico i Wolf van ser desenvolupades més enllà d'aquí al començament del segle xix per Herder. No obstant això, tot i que influent dins literatura, tals arguments van ser coneguts per un nombre relativament petit de persones educades i el seu impacte va ser limitat o inexistent en l'esfera de les arts visuals.
El segle xix va veure per primer cop l'aparició de l'historicisme, o l'habilitat de jutjar les diferents eres pel seu context i criteris propis. Una conseqüència d'aquest nou historicisme van ser les noves escoles d'art visual que van sorgir, que aspiraven a nivells de fidelitat històrica en decorats i vestuari sense precendents. El neoclassicisme en l'arquitectura i en les arts visuals és també un exemple. Un altre moviment historicista dins de l'art era el natzarenisme a Alemanya, el qual va agafar inspiració en la reconeguda escola "primitiva" italiana de pintures piadoses (per exemple, abans de l'època de Rafael i el descobriment de la pintura d'oli).

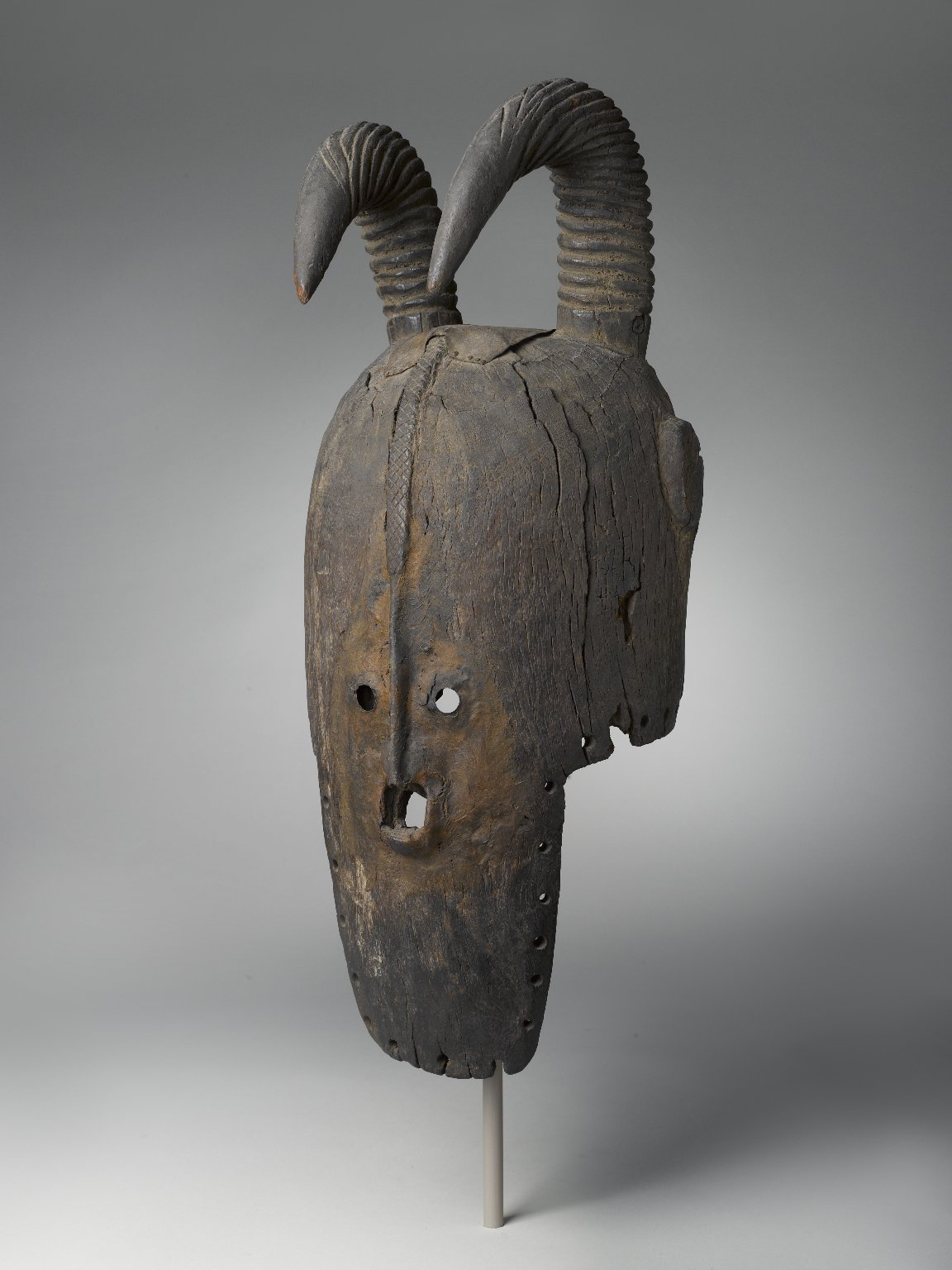
Màscara bobo (segle XIX) conservada al Museu de Brooklyn.

Quan la pintura acadèmica convencional (posterior a Rafael) usava vernissos foscos, altament selectius, formes idealitzades, i la supressió rigorosa de detalls, els natzarenistes usaven esbossos clars, colors brillants, i se centraven meticulosament en el detall. Aquesta escola alemanya va tenir el seu homòleg anglès en els prerafaelisme, que s'inspirava principalment en els escrits crítics de John Ruskin, que va admirar els pintors anteiors a Rafael (com Botticelli) i que també recomanava la pintura a l'aire lliure, inaudit fins llavors.
Dos fenòmens van sacsejar el món de l'art visual a mitjans del segle xix. El primer va ser la invenció de la càmera fotogràfica, el qual va estimular possiblement el desenvolupament del realisme dins de l'art. El segon era el descobriment, en el món de les matemàtiques, de la geometria no euclidiana, que enderrocava la geometria euclidiana després de 2000 anys d'hegemonia i que posava en qüestió la perspectiva convencional del Renaixement per suggerir la possible existència de mons de dimensions múltiples i perspectives en què les coses podrien semblar molt diferents.
El descobriment de possibles noves dimensions va tenir l'efecte oposat de la fotografia i va ajudar a contrarestar el realisme. Artistes, matemàtics, i els intel·lectuals ara s'adonaven que hi hi havia altres maneres de veure les coses més enllà d'allò que havien après de pintura acadèmica en les escoles de Belles Arts, que prescrivien un currículum rígid basat en la còpia de formes clàssiques idealitzades i sostenien pintures perspectives del Renaixement com la culminació de la civilització i del coneixement. Acadèmies de Belles Arts argumentaben que els pobles no occidentals i tribals no havien tingut art o tan sols art inferior.
En rebel·lió contra aquesta aproximació dogmàtica, els artistes van començar a descriure realitats que podrien existir en un món més enllà de les limitacions del món tridimensional de la representació convencional mediat per l'escultura clàssica. Miraven l'art japonès i xinès, que es va aprendre i sofisticar i que no usava la perspectiva d'un punt del Renaixement. La perspectiva no euclidiana (cubisme) i l'art tribal van fascinar els artistes europeus occidentals que els veien com la manera de retratar la realitat del món espiritual. També es van fixar en l'art dels pintors poc experimentats i l'art dels nens, que creien que descrivia les realitats emocionals interiors que havien estat ignorades en la pintura acadèmica.
L'art tribal i extraeuropeu també apel·lava als qui eren infeliços amb els aspectes repressius de la cultura europea, com l'art pastoral havia fet durant mil·lennis. Les imitacions d'art tribal o arcaic també formaven part de la categoria de l̟'"historicisme" del segle dinou, ja que aquestes imitacions s'esforcen a reproduir aquest art d'una manera autèntica. Exemples reals d'art tribal, arcaic, i folk eren apreciats per tant artistes creatius com col·leccionistes.
Els quadres de Paul Gauguin, els de Pablo Picasso o la música d'Ígor Stravinsky són, sovint, citats com a exemples de primitivisme en l'art. La Consagració de la Primavera de Stravinsky, és "primitivista" en tant que el seu tema programàtic és un ritu pagà: un sacrifici humà en la Rússia pre-cristiana. Utilitza dissonància i ritmes repetitius i sorollosos per descriure el modernisme dionisíac. No obstant això, Stravinsky era un mestre de la tradició clàssica i treballava dins de les seves fronteres. En la seva darrera obra va adoptar un neoclassicisme més apol·lonià, en la terminologia nietzscheana, tot i que en el seu ús del serialisme refusa, encara, les convencions del segle xix. En les arts visuals modernes, l'obra de Picasso és també entesa com el refús de les expectatives artístiques de les Belles Arts i l'expressió d'impulsos primitius, tant si treballava en la seva vena cubista, neo-clàssica, o tribal.

## Els orígens del primitivisme en l'art occidental de l'edat moderna

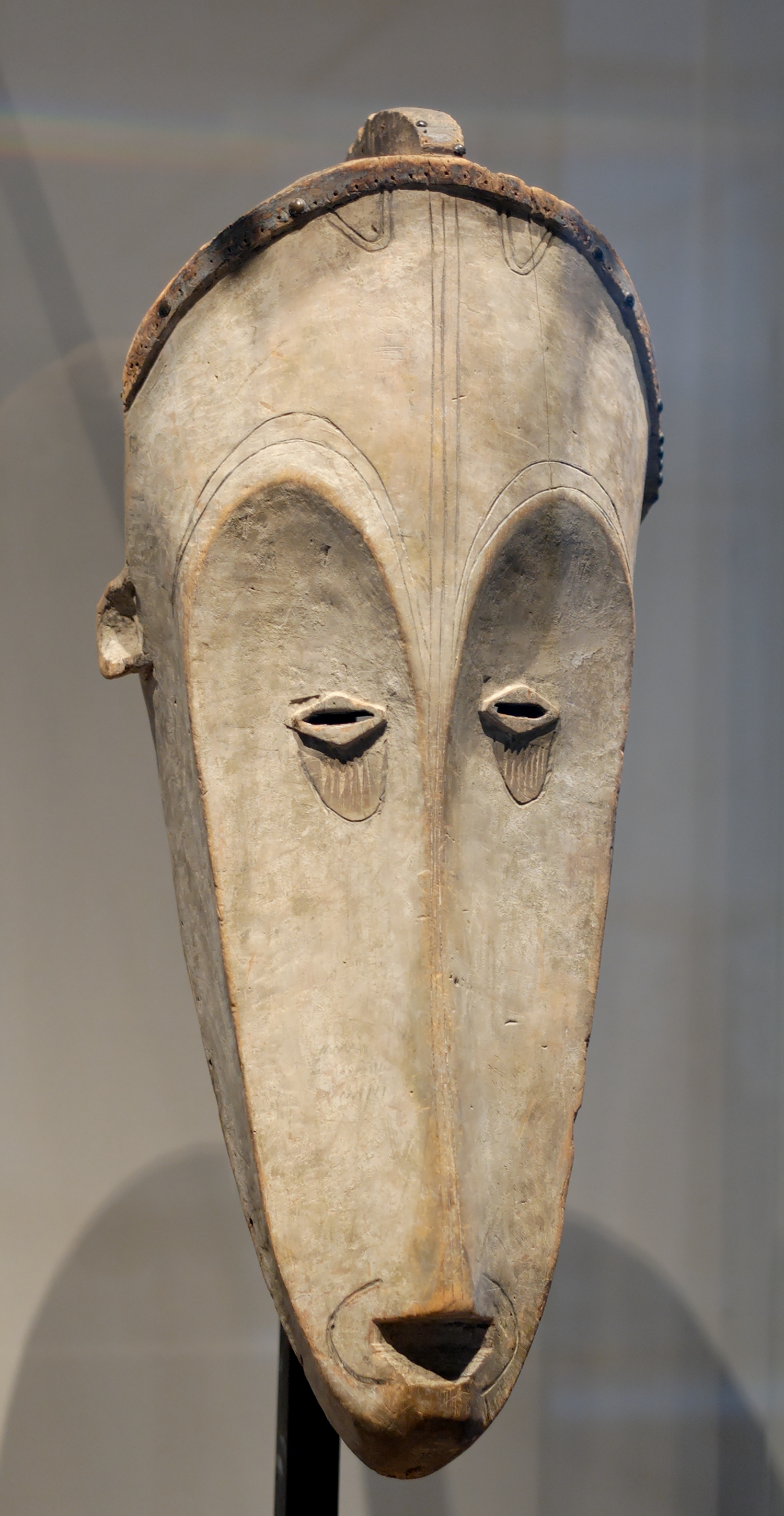
Màscara d'Ullal africà similar a l'estil dels que Picasso va veure a París just abans de pintar Les Demoiselles d'Avignon

El primitivisme va guanyar un nou impuls per mitjà de les ansietats de la innovació tecnològica però sobretot de l'"Era de l'Exploració" que va introduir l'Occident a pobles abans desconeguts i a la vegada va obrir la porta al colonialisme i al directe escrutini de pobles radicalment diferents. Mentre la Il·lustració europea i l'esfondrament del feudalisme s'anaven consolidant, els filòsofs van començar a qüestionar moltes presumpcions medievals fixes sobre la naturalesa de l'home, la posició de l'home en la societat, i la cosmologia catòlica dogmàtica. Van començar a qüestionar la naturalesa de la humanitat i els seus orígens a través d'el debat de l'home natural, que havia intrigat l'home des del descobriment europeu del Nou Món.
D'ençà del segle xviii, artistes i pensadors Occidentals van continuar comprometent-se en la tradició retrospectiva, que és "la recerca conscient en la història d'una naturalesa de l'home més profundament expressiva i permanent i d'una estructura cultural en detriment de les naixents realitats modernes". La seva recerca els va dirigir a parts del món que van elegir com a alternatives representatives a la civilització moderna.
Fins al segle xix només molt pocs exploradors eren capaços de viatjar i portar objectes d'allà on anaven. Però la invenció del vaixell de vapor aquell mateix segle van fer més accessibles les cultures indígenes de les colònies europees a l'observació i l'anàlisi directa dels amants de l'art. Artistes formats a Europa van apreciar en aquests objectes els trets estilístics que van definir com a atributs de l'expressió primitiva: l'absència de perspectiva lineal, els esbossos senzills, la presència de signes simbòlics com el jeroglífic, les distorsions emotives de la figura, i els ritmes energètics que resulten de l'ús d'un patró ornamental repetitiu. Aquests electritzant atributs estilístics, presents en les arts visuals d'Àfrica, Oceania, i els indis de les Amèriques, també es podien trobar en l'art arcaic i camperol d'Europa i Asia.

## Paul Gauguin

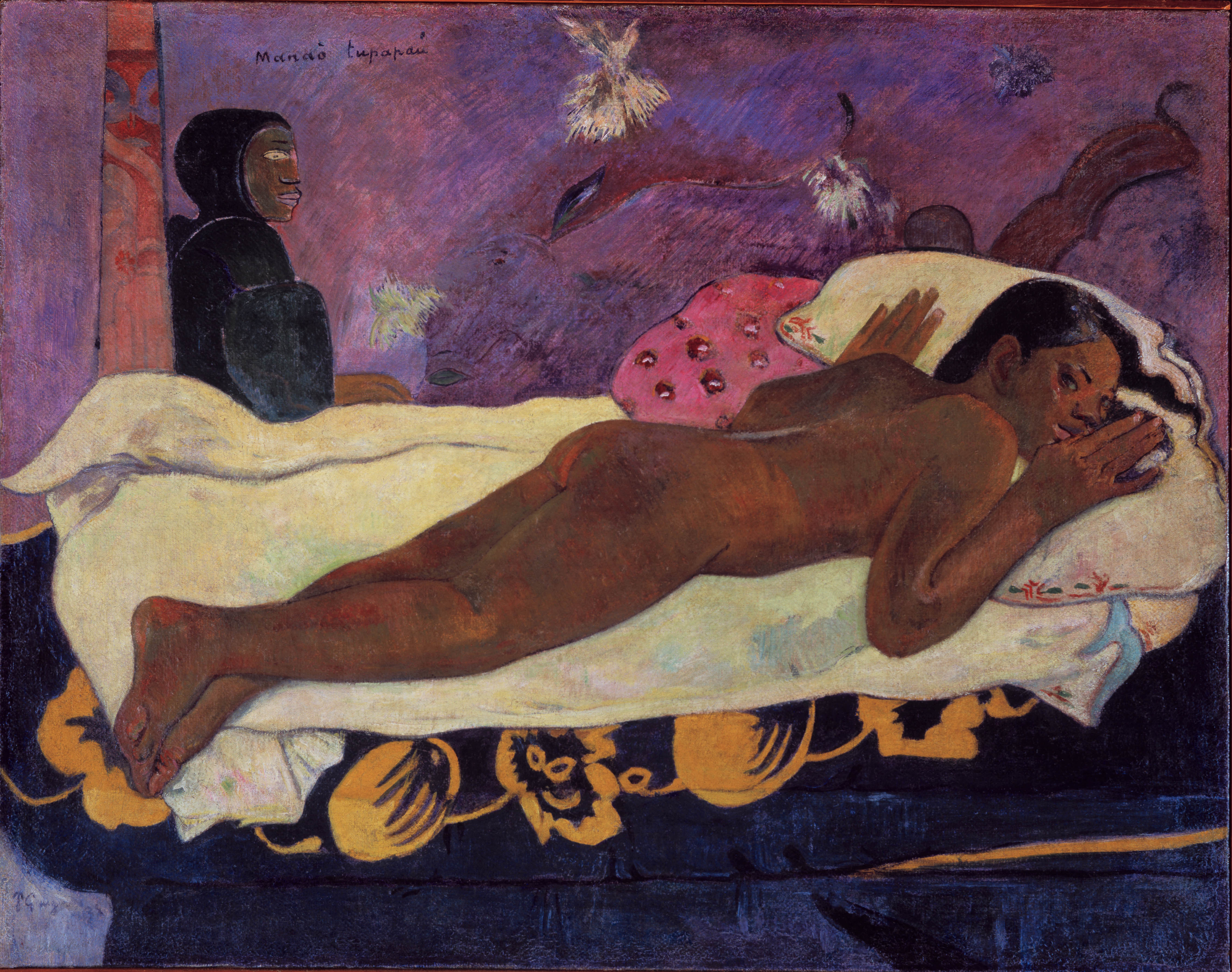
Paul Gauguin. L'Esperit del Mort Vigila, 1892. Oli sobre tela. Albright Knox Galeria d'art.

El pintor Paul Gauguin va procurar fugir de la tecnologia i la civilització europea en mudar-se a la colònia francesa de Tahiti i va adoptar un estil de vida senzill que li va semblar més natural que el que havia deixat darrere.
La recerca de Gauguin d'allò primitiu va ser manifestament un desig de més llibertat sexual de la que hi havia a l'Europa del segle xix i això es reflecteix en quadres com L'Esperit del Mort Vigila (1892), Parau na te Varua ino (1892), Anna el Javanerin (1893), Te Tamari No Atua (1896), i Contes Cruels (1902), entre d'altres. La visió de Gauguin de Tahiti com una Arcadia terrenal d'amor lliure, clima suau, i les nimfes despullades és bastant similar, si no idèntic, al de la pastoral clàssica de l'art acadèmic, que ha donat forma a les percepcions occidentals de la vida rural durant mil·lennis. Fins i tot, un dels seus quadres tahitians rep el nom de "Tahitian Pastoral" i un altre "D'On Venim". D'aquesta manera Gauguin va estendre la tradició pastoral acadèmica de les escoles de Belles Arts que fins llavors s'havien basat únicament en figures europees idealitzades, copiades de l'escultura de l'Antiga Grècia per incloure models no europeus.
Gauguin també creia que estava celebrant la societat tahitiana i defensant el poble contra el colonialisme europeu. Crítics feministes postcolonials, tanmateix, desacrediten el fet que Gauguin tingués amants adolescents, una d'elles de tan sols tretze anys. Ens recorden que com molts homes del seu temps i posteriors, Gauguin va veure la llibertat, especialment la sexual, estrictament des del punt de vista masculí. Usant Gauguin com a exemple d'allò "dolent" del primitivisme, aquestes veus crítiques conclouen que, en la seva opinió, d'entre els elements del primitivisme s'inclou el "dens entrellaçat de les fantasies racials i sexuals amb el poder tant colonial com patriarcal". Per aquests crítics, el primitivisme com el de Gauguin manifesta fantasies sobre la diferència sexual i racial en "un esforç d'essencialitzar les nocions del primitivisme" amb l'alteritat. Per això, afirmen, el primitivisme esdevé un procés anàleg a l'Exoticisme i l'Orientalisme, com concep Edward Said, en què l'imperialisme europeu i visions monolítiques i degradants de l'Orient des de l'Occident van definir els pobles colonitzats i les seves cultures. En altres paraules, tot i que Gauguin creia celebrar i defensar els tahitians, en tant que pretesament els veia com l'alteritat, va participar en el punt de vista del seu temps i nacionalitat més que no pensava en què, sota l'aparença de celebrar-los i defensar-los, estava, de fet, victimitzant els tahitians un altre cop.

## Pablo Picasso
Durant els primers any del segle xx, les elits culturals europees descobrien les arts africana, micronèsia i nativa americana. Artistes com Henri Matisse i Pablo Picasso es van intrigar i inspirar en el poder i la simplícitat rígids dels estils d'aquestes cultures. Al voltant de 1906, Picasso, Matisse, André Derain i altres artistes a París havien adquirit un interès en el primitivisme, l'escultura ibèrica, l'art africà i les màscares tribals, en part a causa de les irresistibles obres de Paul Gauguin que de cop havia aconseguit una posició prominent en els cercles d'avantguarda de París. Les poderoses exposicions retrospectives pòstumes de Gauguin al Salon d'Automne a París l'any 1903 i una fins i tot més gran el 1906 va tenir una influència potent i meravellosa en les pintures de Picasso.
De 1906 a 1909 les pintures de Pablo Picasso van explorar l'impacte del primitivisme a través de l'escultura ibèrica, l'escultura africana, les màscares tradicionals africanes, i altres obres històriques incloent-hi el manierisme de El Greco, visible en la seva obra mestra Les Senyoretes del carrer d''Avignon i la invenció de cubisme.